# João Leonardo de Paula Reginato
João Leonardo de Paula Reginato, meglio noto come João Leonardo (Campinas, 25 giugno 1985), è un calciatore brasiliano con cittadinanza italiana, difensore dell'Īraklīs Gerolakkou.

## Carriera
Ha collezionato oltre 100 presenze nella massima serie cipriota con il Doxa Katōkopias e l'Arīs Limassol.